# Aesch ZH
| ZH ist das Kürzel für den Kanton Zürich in der Schweiz. Es wird verwendet, um Verwechslungen mit anderen Einträgen des Namens Aesch zu vermeiden. |

Aesch (bis 2001 offiziell Aesch bei Birmensdorf genannt) ist eine politische Gemeinde im Bezirk Dietikon des Kantons Zürich in der Schweiz. Ihr Mundartname ist Ääsch.

## Geographie

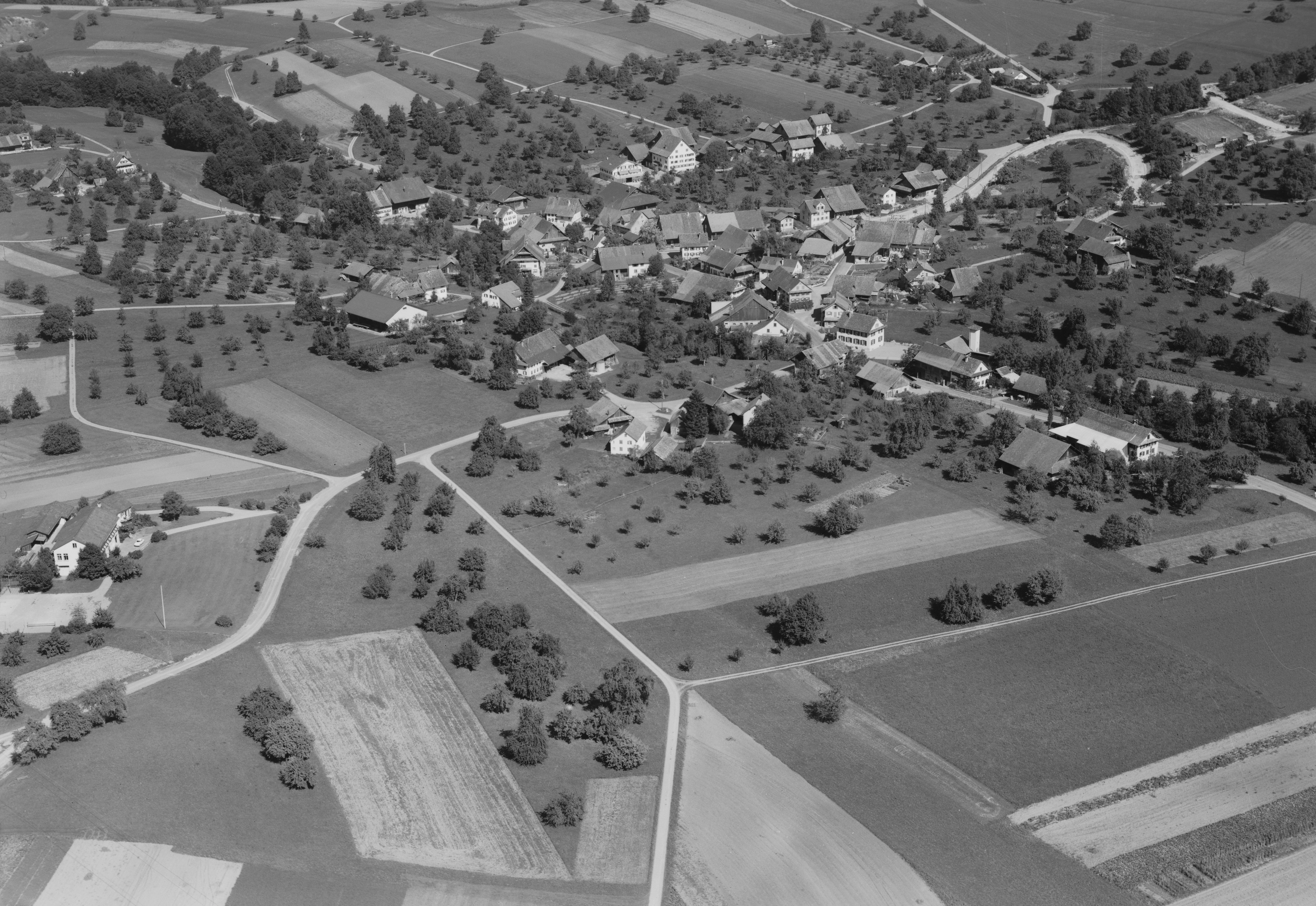
Luftbild von Werner Friedli von 1964

Nachbargemeinden sind auf Aargauer Seite Arni, Islisberg, Oberwil-Lieli und auf Zürcher Seite Birmensdorf, Wettswil am Albis und Bonstetten. Wettswil grenzt jedoch nur an einem Punkt, Bonstetten nur für etwa 80 Meter an Aesch.
55,7 % des Gemeindegebietes sind Landwirtschaftsfläche, 33,2 % sind bewaldet, 7,3 % sind Siedlungs- und 3,5 % Verkehrsfläche, 0,2 % sind Gewässer und ebenfalls 0,2 % unproduktive Fläche (Stand 2018).

## Geschichte
Siedlungsspuren römischen Ursprungs sind östlich des heutigen Dorfes gefunden worden.
Die Gemeinde ist im Jahr 1124 zum ersten Mal erwähnt worden. Damals war das Kloster Engelberg Grundbesitzerin in Aesch. Mit der Eroberung des Aargaus kam Aesch 1415 unter die Zürcher Herrschaft, wo es bis zur Helvetik verblieb. Zwischen 1798 und 1803 war es dem Bezirk Mettmenstetten angegliedert.
Bis zum Zweiten Weltkrieg war Aesch eine reine Bauerngemeinde. Von 1942 bis 1946 befand sich in Aesch ein Arbeitslager mit Internierten und Emigranten, die Rodungsarbeiten im Reuetal und Stierenwald durchführten.
1963 wurde mit der Überbauung der Quartierplangebiete Brunn- und Grossacher begonnen, wodurch der Wandel zur Agglomerationsgemeinde eingeleitet wurde.

## Wappen und Fahne
Blasonierung:
In Silber pfahlweise drei schwebende, gestürzte rote Sparren
Auf einer Gemeindescheibe aus dem Jahr 1587 befindet sich die älteste Darstellung des Gemeindewappens.

## Bevölkerung
| Jahr | Einwohner |
| ---- | --------- |
| 1634 | 234       |
| 1850 | 442       |
| 1900 | 288       |
| 1950 | 323       |
| 2000 | 970       |
| 2005 | 970       |
| 2010 | 1034      |
| 2015 | 1198      |
| 2020 | 1707      |
| 2022 | 1692      |

Nach einem gewissen Aufschwung als Agglomerationsgemeinde von Zürich zwischen 1960 und 1990 ist die Aescher Bevölkerungszahl stark gewachsen und hat seit 1993 zwischenzeitlich bis zu 3,6 % abgenommen. Leicht verzögert zu noch anhaltend reger Bautätigkeit wurde 2009 die Tausenderschwelle überschritten.

## Politik
Auf lokaler Ebene ist ein politisch orientierter Verein unter dem Namen «Forum Aesch» aktiv. Er stellte von 2010 bis 2023 mit Johann Jahn den Gemeindepräsidenten. Sein Nachfolger ist André Guyer (FDP, Stand 2023).
Bei den Nationalratswahlen 2023 betrugen die Wähleranteile in Aesch: SVP 36,49 % (+0,98), FDP 19,51 % (+0,11), glp 15,15 % (+1,80), Mitte 10,30 % (+1,14), SP 8,49 % (−0,65), Grüne 4,07 % (−3,42), EVP 2,00 % (+0,84), EDU 1,05 (−0,15).

## Wirtschaft
Die Landwirtschaft und einiges Kleingewerbe sind die Haupterwerbszweige. Im Zuge der Eröffnung des Westrings ist nach längerer Stagnation wieder einige Bautätigkeit zu verzeichnen. Etwa 75 % der Arbeitnehmer arbeiten ausserhalb der Gemeinde.

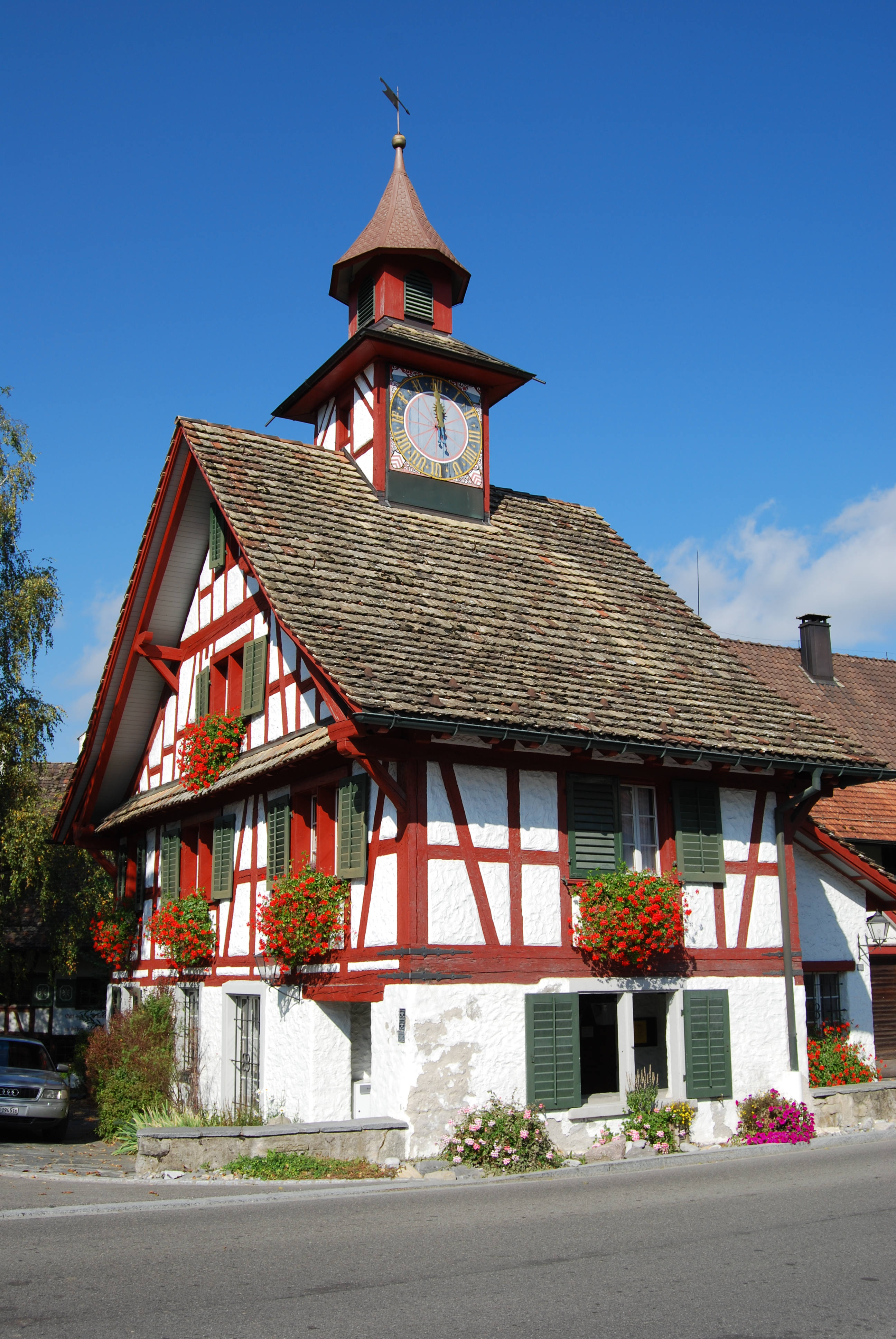
Türmlihaus, Schulhaus von 1809 bis 1838

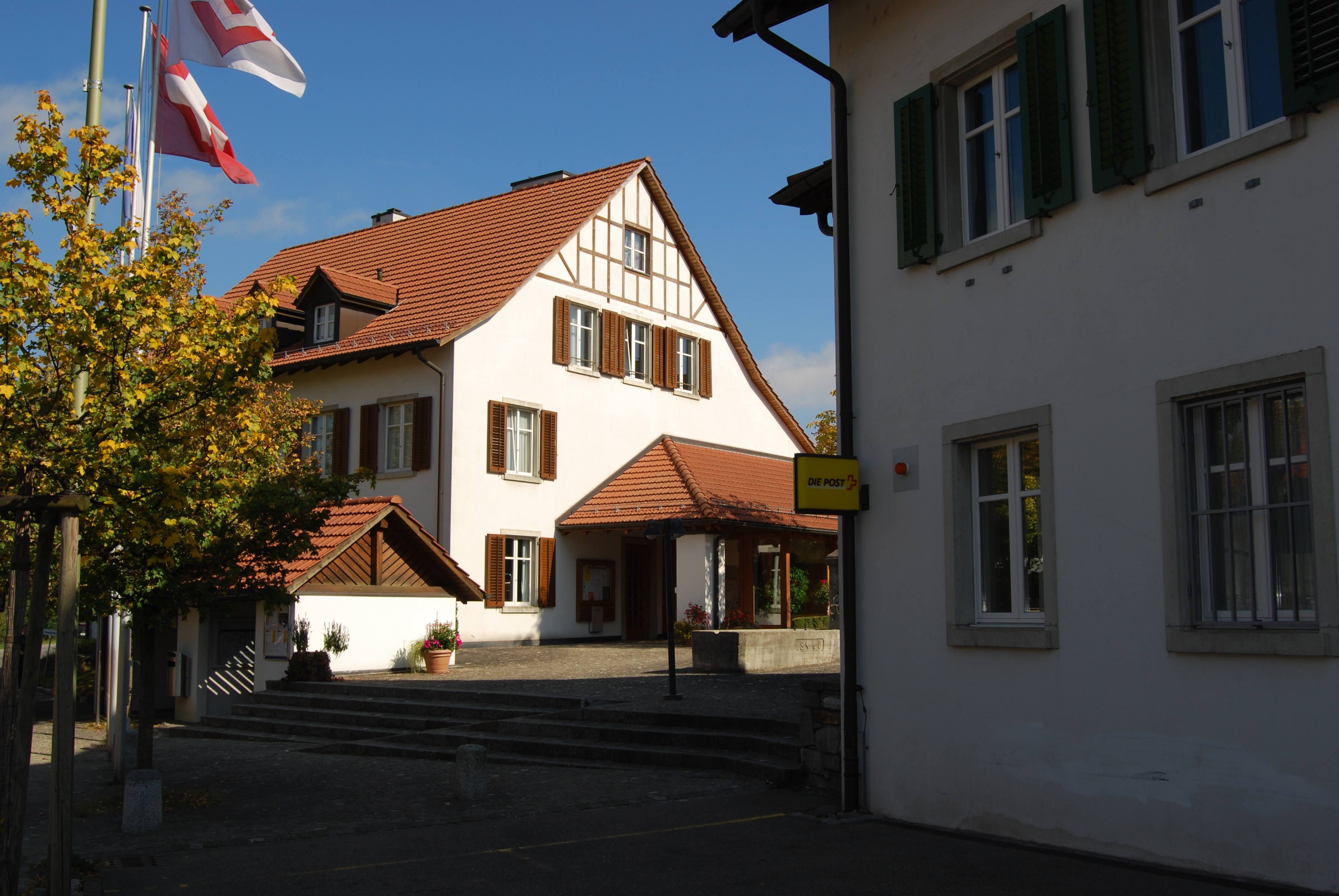
Gemeindehaus und Post

## Verkehr
Aesch weist zu allen Nachbargemeinden ausser Wettswil und Bonstetten Strassenverbindungen auf.
Durch das Dorf führt eine stark befahrene Strasse, auf welcher der Berufsverkehr aus dem Aargau via Birmensdorf nach Zürich oder auf die Autobahn (A3/A4) rollt. Die im April 2009 eröffnete Westumfahrung Zürichs unterquert Aesch in einem Tunnel.
Aesch liegt an den zwei in den Zürcher Verkehrsverbund integrierten Postautolinien 215 und 245, die das Dorf mit Zürich-Wiedikon verbinden. In den Stosszeiten verkehren die Busse in einem 10- bis 15-Minuten-Takt. Der Zürcher Hauptbahnhof lässt sich – mit Umsteigen in Birmensdorf auf die S-Bahn-Linien S 5  oder S 14  – in 26–28 Minuten erreichen.

## Schule
Aesch führt Kindergarten und Primarschule in der Gemeinde. Die Sekundarschule wird auf Basis einer Kreisgemeinde mit und in Birmensdorf geführt. Die nächstgelegenen Gymnasien befinden sich in Urdorf und in Zürich-Wiedikon.